# ماتریس انتقال پرتو
ماتریس انتقال پرتو (ماتریس ABCD) گونه‌ای از تکنیک ترسیم پرتو است که از آن برای طراحی سیستم‌های اپتیکی (به ویژه لیزرها) استفاده می‌شود. این مبحث ساختمان و شکل ماتریس انتقال پرتو در سیستم‌های اپتیکی را مورد بررسی قرار می‌دهد؛ همچنین مسیر نور را از آغاز تا انتهای سیستم معین می‌کند، به این صورت که در بردار نمایش دهندهٔ پرتو {\displaystyle {x \choose \theta }}
ضرب می‌شود و بردار پرتوی جدید را مشخص می‌کند. برای ردیابی یک پرتو در محیط نیاز به دو پارامتر x (فاصله از محور نوری) و θ (زاویهٔ پرتو نسبت به محور) داریم.

## تقریب پیرامحوری
در بردار نمایش دهندهٔ پرتو xفاصله از محور نوری است و θ سینوس زاویه‌ای هست که پرتو با محور نوری می‌سازد. البته باید توجه داشت که برای آن که نتیجهٔ تخمین مسیر پرتو درست به دست آید باید زاویهٔ θ به قدری کوچک باشد که سینوس θ تقریبأ با خودش برابر باشد به این تقریب، تقریب پیرا محوری می‌گویند.
در این تکنیک باید به دو صفحهٔ مأخذ به نام صفحهٔ ورودی (input plane) و صفحهٔ خروجی (output plane) که هر کدام به محور نوری عمود است توجه کرد. یک پرتوی نور وقتی وارد سیستم می‌شود که صفحهٔ ورودی را به فاصلهٔ x۱ از محور قطع کند و همان‌طور که گفته شد پرتو در این حالت با محور زاویهٔ ;theta۱ می‌سازد پس از عبور از سیستم پرتو صفحهٔ خروجی را قطع می‌کند؛ این بار نیز فاصلهٔ میان نقطهٔ برخورد و محور را x۲ و زاویهٔ بین پرتو و محور را theta۲ می‌نامیم.
در معادلات ماتریسی مربوط به این مبحث n نیز بیان گر ضرایب شکست نسبی است.
معادلهٔ ماتریس انتقال پرتو به این صورت است:
{\displaystyle {x_{2} \choose \theta _{2}}={\begin{pmatrix}A&B\\C&D\end{pmatrix}}{x_{1} \choose \theta _{1}}}
در عبارت فوق {\displaystyle {x_{1} \choose \theta _{1}}} و {\displaystyle {x_{2} \choose \theta _{2}}} به ترتیب بردارهای پرتو در صفحات ورودی و خروجی اند و {\displaystyle {\begin{pmatrix}A&B\\C&D\end{pmatrix}}} ماتریس گذار (انتقال پرتو) یا RTM (کوتاه شده یRay Transfer Matrix) است که سامانهٔ نوری را میان دو صفحهٔ ورودی و خروجی نشان می‌دهد.

## جدول ماتریس‌های انتقال پرتو برای سامانه‌های ساده
| قطعهٔ اپتیکی                    | ماتریس | توضیحات                                                                                       |
| ------------------------------ | --- | --------------------------------------------------------------------------------------------- |
| پرتو در فضای آزاد یا محیط همگن | {\displaystyle {\begin{pmatrix}1&d\\0&1\end{pmatrix}}}                                                        | فاصله در طول محور =d                                                                          |
| شکست پرتو در سطح جدایی صاف     | {\displaystyle {\begin{pmatrix}1&0\\0&{\frac {n_{1}}{n_{2}}}\end{pmatrix}}}                                   | n۱ = ضریب شکست محیط اولیه n۲ = ضریب شکست محیط ثانویه                                          |
| شکست پرتو در سطح جدایی خمیده   | {\displaystyle {\begin{pmatrix}1&0\\{\frac {n_{1}-n_{2}}{R\cdot n_{2}}}&{\frac {n_{1}}{n_{2}}}\end{pmatrix}}} | R = شعاع خمیدگی, R> ۰ برای سطح جدایی کوژ n۱ = ضریب شکست محیط اولیه n۲ = ضریب شکست محیط ثانویه |
| آیینهٔ تخت                      | {\displaystyle {\begin{pmatrix}1&0\\0&1\end{pmatrix}}}                                                        | ماتریس واحد                                                                                   |
| آیینهٔ کروی                     | {\displaystyle {\begin{pmatrix}1&0\\-{\frac {2}{R}}&1\end{pmatrix}}}                                          | R = شعاع خمیدگی, R> ۰ برای آینهٔ کاو                                                           |
| عدسی باریک                     | {\displaystyle {\begin{pmatrix}1&0\\-{\frac {1}{f}}&1\end{pmatrix}}}                                          | f = فاصلهٔ کانونی f> ۰ برای عدسی کوژ                                                           |

## ماتریس انتقال پرتو در سامانه‌های مرکب
در بیش تر موارد برای آن که اجسام اپتیکی مرکب را بررسی کنیم، دو یا چند ماتریس را در هم ضرب می‌کنیم تا در مجموع برای سیستم یک ماتریس انتقال پرتوی کلی به دست آید؛ این از مفیدترین کارایی‌های حل ماتریسی مسایل نورشناختی است.
به عنوان مثال در زیر ماتریس مربوط به عدسی در ماتریس فضای خالی ضرب می‌شود:
{\displaystyle \mathbf {L} \mathbf {S} ={\begin{pmatrix}1&0\\{\frac {-1}{f}}&1\end{pmatrix}}{\begin{pmatrix}1&d\\0&1\end{pmatrix}}={\begin{pmatrix}1&d\\{\frac {-1}{f}}&1-{\frac {d}{f}}\end{pmatrix}}}.
توجه به این نکته لازم است که از آن جایی که ماتریس‌ها در ضرب خاصیت جابه جایی ندارند، ضرب ماتریس عدسی در ماتریس فضای خالی با ضرب ماتریس فضای خالی در ماتریس عدسی تفوت دارد:
{\displaystyle \mathbf {SL} ={\begin{pmatrix}1&d\\0&1\end{pmatrix}}{\begin{pmatrix}1&0\\{\frac {-1}{f}}&1\end{pmatrix}}={\begin{pmatrix}1-{\frac {d}{f}}&d\\{\frac {-1}{f}}&1\end{pmatrix}}}.
بنابراین بر اساس یک قاعدهٔ کلی برای ضرب ماتریس‌ها از چپ به راست به ترتیب از آخرین ماتریس سیستم تا اولین ماتریس سیستم را در هم ضرب می‌کنیم.